# Aaron Horvath
Aaron James Horvath, né le 19 août 1980 dans le Comté d'Orange en Californie, est un animateur, réalisateur, scénariste et producteur de cinéma américain. Il est surtout connu pour avoir co-développé la série d'animation Teen Titans Go! aux côtés de Michael Jelenic pour Cartoon Network ainsi que la réalisation de Super Mario Bros. le film en 2023, également co-réalisé avec Michael Jelenic. Horvath a fait ses débuts en tant que réalisateur sur le long métrage Teen Titans Go! Le film (2018), qu'il a réalisé aux côtés de Peter Rida Michail.

## Filmographie

### Réalisateur
- 2010-2011 : Mad (série télévisée)
- 2013-2020 : Teen Titans Go! (série télévisée)
- 2018 : Teen Titans Go! Le film (Teen Titans Go! To the Movies)
- 2023 : Super Mario Bros. le film (The Super Mario Bros. Movie)

### Producteur
- 2014 : Elf: Buddy's Musical Christmas  de Mark Caballero et Seamus Walsh
- 2017-2020 : Unikitty!
- 2019 : Teen Titans Go! vs. Teen Titans